# Nguéniène
Nguéniène est un village du Sénégal, situé dans l'ouest du pays, entre Thiadiaye et Joal-Fadiouth.

## Administration
Nguéniène fait partie de la Communauté rurale de Nguéniène, dans le département de M'bour (région de Thiès).

### Villages de la communauté rurale de Nguéniène
Aga Babou - Aga Ndimack - Aga Biram - Bagana Ouolof - Bagana Serere - Ballabougou - Diolofira Ouolof - Diolofira Serere - Fadial Bambara - Fadial Sérère - Foua I - Foua II - Leona - Mbodiène - Ndiamane - Ndianda - Ndiarogne Ouolof - Ndiarogne Sérère - Ndoffane - Ngoyacop - Nguéniène Ouolof - Nguéniène Peulh - Vélingara

## Géographie
Les localités les plus proches sont Ballabougou, Aga Babou, Foua Fassane, Ndofane et Papamane.

### Population
La population de Ngueniene est en 2009 environ de 6000 âmes. Trois religions: l'Islam, ensuite le Christianisme, et enfin l'Animisme

### Jumelages et partenariats
En partenariat avec l'IRCOD-Alsace, la Communauté rurale de Nguéniène est en partenariat avec la Commune de Bennwihr (Haut-Rhin).
Ce partenariat basé sur la réciprocité, et l'accompagnement vise à renforcer les capacités institutionnelles de la communauté rurale sénégalaise.

### Personnalités nées à Nguéniène
- Ousmane Tanor Dieng (1947-2019), homme politique ;
- Paul Faye, acteur économique et homme politique
- Jean Dione, acteur économique
- Jean Dib Ndour, écrivain
- Hamade NDIAYE, homme politique, Spécialiste en passation des marchés Office des Forages Ruraux

### Associations intervenant dans la commune de Nguéniène
- https://aidn.ndianda.org/ AIDN (Association Internationale pour le Développement de Ndianda)]

### Site Internet la commune de Nguéniène
- https://ngueniene.sn/ Commune de Nguéniène]